# Eastchester (CDP)
Pour les articles homonymes, voir Eastchester.
Eastchester est une census-designated place du comté de Westchester, dans l'État de New York, aux États-Unis,. En 2020, elle compte une population de 20 901 habitants.